# Stefan Gosepath

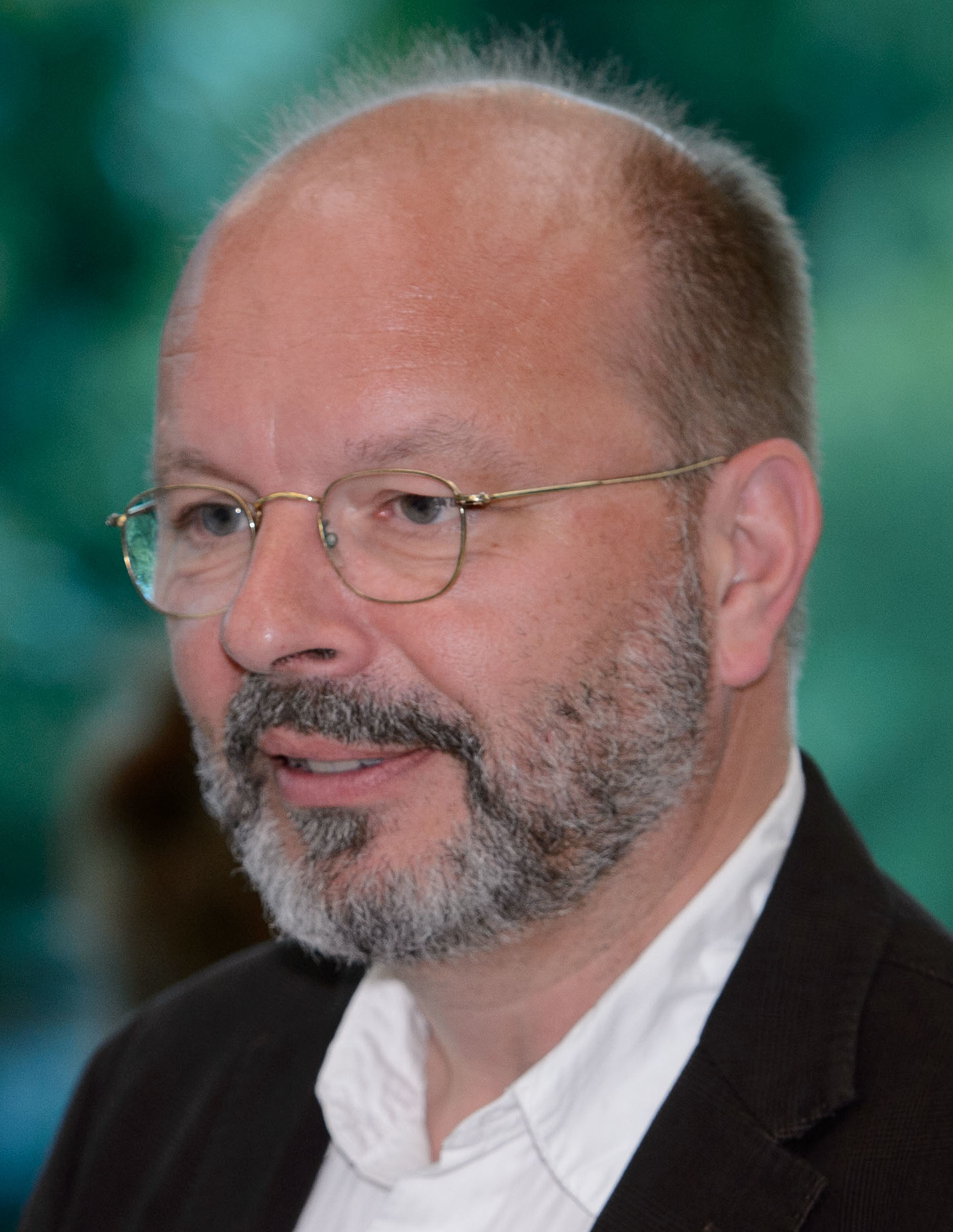
Stefan Gosepath, 2014

Stefan Gosepath (* 1959 in Mainz) ist ein deutscher Philosoph und Universitätsprofessor am Institut für Philosophie der Freien Universität Berlin. Darüber hinaus ist er Direktor der Kolleg-Forschergruppe „Justitia Amplificata: Erweiterte Gerechtigkeit – konkret und global“. Forschungsschwerpunkte Gosepaths sind lokale, globale und angewandte Gerechtigkeit, Gleichheit, Menschenrechte, Verantwortung, Demokratie, Theorien der Vernunft und Rationalität, Moralphilosophie, Ethik und Handlungstheorie.

## Leben und Wirken
Stefan Gosepath besuchte das Altsprachliche Gymnasium Petrinum in Recklinghausen und machte dort 1978 sein Abitur. Dann studierte er bis 1980 Philosophie an der Eberhard Karls Universität Tübingen, als Nebenfächer belegte er Geschichte und Literaturwissenschaften. Er wechselte an die Freie Universität Berlin, wo er 1984 sein Studium als Magister in den Fächern Philosophie, Geschichte und Germanistik abschloss. Es folgte ein Auslandsaufenthalt im Rahmen eines Stipendiums des DAAD als Special Student im Philosophy Department der Harvard University.
Von 1985 bis 1988 war Gosepath am Institut für Philosophie an der Freien Universität Berlin Doktorand bei Ernst Tugendhat. Er hatte ein Promotionsstipendium der Studienstiftung des deutschen Volkes. Von 1988 bis 2000 arbeitete er zunächst als wissenschaftlicher Mitarbeiter, nach seiner Promotion 1992 als wissenschaftlicher Assistent für Philosophie an der Hochschule der Künste Berlin.
1995 folgte ein einjähriger Auslandsaufenthalt am Philosophy Department der Columbia University (New York) und am Philosophy Department der Harvard University (Cambridge, MA). Daran schloss sich eine Projektmitarbeit an der Universität St. Gallen von 2001 bis 2002 an. 2002 habilitierte sich Gosepath im Fach Philosophie an der Freien Universität Berlin.
Stefan Gosepath trat dann eine Privatdozentur für Philosophie an der Freien Universität Berlin an und nahm Vertretungsprofessuren in Gießen, Wien und Potsdam wahr. 2004 wurde er Professor für Praktische Philosophie am Zentrum für Philosophie und Grundlagen der Wissenschaft der Justus-Liebig-Universität Gießen. Von 2007 bis 2009 war er Professor für Politische Theorie und Philosophie an der Universität Bremen. Zum Sommersemester 2009 übernahm Gosepath die Professur für Internationale Politische Theorie und Philosophie an der Johann Wolfgang Goethe-Universität Frankfurt am Main im Rahmen des Exzellenzclusters „Die Herausbildung normativer Ordnungen“. Seit dem Wintersemester 2012 ist er Professor für das Fachgebiet „Praktische Philosophie mit den Schwerpunkten Ethik, angewandte Ethik und Politik samt ihren Theorien“ am Institut für Philosophie der Freien Universität Berlin. Vom 1. Oktober 2021 bis zum 30. September 2022 war Gosepath zu Forschungszwecken beurlaubt mittels eines Opus Magnum Stipendiums der VW-Stiftung zum Thema „Was, wenn überhaupt, ist ungerecht am Vererben?“.
2020 wurde Gosepath in die Akademie der Wissenschaften und der Literatur in Mainz gewählt.
Mitte Juni 2024 forderte Gosepath mit mehreren tausend weiteren Professoren und Dozenten den Rücktritt der Bildungs- und Forschungsministerin Bettina Stark-Watzinger aufgrund ihrer Erwägungen zur Sanktionierung von Hochschulangehörigen.

## Rationalität
Für Stefan Gosepath gibt es eine umfassende Bedeutung von rational, nämlich: wohlbegründet. Primär würden Meinungen und Handlungen, sekundär Personen, Wünsche, Normen, Expressionen etc. rational genannt, wenn sie durch Gründe gerechtfertigt sind. Rationalität könne in so viele Typen unterschieden werden, wie es Begründungsweisen gibt. Dabei spielen zwei Begründungsweisen eine naheliegende Rolle: Erstens relative versus absolute Begründungen und zweitens theoretische Begründungen von Meinungen versus praktische Begründungen von Handlungen. Nach Gosepath kollabieren diese beiden Unterscheidungen bei näherer Untersuchung. Ist die Meinung einer Person gut begründet, so ist sie theoretisch rational. Wird der eigene Nutzen optimiert und eine „optimale Aussicht auf die Erlangung ihrer Ziele“ geboten, so ist die Handlung einer Person praktisch rational. Alle theoretische Rationalität ist nach Gosepath durch praktische Rationalität motiviert.

„Etwas (Meinung, Handlung, Wunsch, Ziel, Norm etc.) ist rational, wenn es begründet, d.h. durch Gründe gerechtfertigt ist“

## Egalitarismus
Gosepath vertritt einen konstitutiven Egalitarismus. Erst Gleichheit könne Gerechtigkeit in einer freien und gerechten Gesellschaft verwirklichen. „Gleichheit realisiert bzw. konstituiert erst soziale Gerechtigkeit“ Alle Menschen seien grundsätzlich gleich zu behandeln. Dabei stellt Gosepath fünf Gleichheitspostulate auf: die formale, die proportionale und die moralische Gleichheit, die Präsumtion der Gleichheit sowie das Verantwortungsprinzip. Eine ungleiche Behandlung müsse durch relevante Unterschiede gerechtfertigt sein.

„Allen Betroffenen sind ungeachtet ihrer deskriptiven Unterschiede numerisch oder strikt gleiche Anteile der zu verteilenden Güter zu geben, es sei denn, bestimmte (Typen von) Unterschiede(n) sind in der anstehenden Hinsicht relevant und rechtfertigen durch allgemein annehmbare Gründe erfolgreich eine ungleiche Verteilung.“

Nur solche Gründe sollen für eine Ungleichverteilung als Rechtfertigung dienen können, für die man etwas kann. Unverschuldete Nachteile von Personen sollen nach Gosepath im Rahmen des Möglichen und normativ Vertretbaren egalisiert werden.

## Schriften
- (Hrsg.) Philosophie der Moral. Suhrkamp, Frankfurt am Main 2009
- Gleiche Gerechtigkeit. Suhrkamp, Frankfurt am Main 2004
- (Hrsg.) Weltrepublik. Beck, München 2002
- (Hrsg.) Motive, Gründe, Zwecke. Fischer-Taschenbuch-Verl., Frankfurt am Main 1999
- (Hrsg.) Philosophie der Menschenrechte. Suhrkamp, Frankfurt am Main 1998
- Aufgeklärtes Eigeninteresse. Suhrkamp, Frankfurt am Main 1992
- (Hrsg.) Handbuch der politischen Philosophie und Sozialphilosophie. De Gruyter, Berlin
- zahlreiche Aufsätze zur praktischen Vernunft, zu Gerechtigkeit und Gleichheit, Menschenrechten und globaler Gerechtigkeit